# Cycas panzhihuaensis
Cycas panzhihuaensis L.Zhou & S.Y.Yang, 1981 è una pianta appartenente alla famiglia delle Cycadaceae, endemica della Cina.

## Descrizione
È una cicade a portamento arborescente, con fusto eretto, alto sino a 3 m e con diametro di 15-25 cm; talora fusti secondari possono originarsi da polloni che sorgono alla base del fusto principale.
Le foglie, pennate, lunghe 0,7-1,5 m, sono disposte a corona all'apice del fusto e sono rette da un picciolo lungo 14-20 cm, che nella sua parte superiore presenta 3-17 paia di piccole spine; ogni foglia è composta da 70-105 paia di foglioline lanceolate, con margine intero, lunghe mediamente 12-23 cm, di colore verde glauco, con apice acuminato.
È una specie dioica con esemplari maschili che presentano microsporofilli disposti a formare coni terminali di forma cilindrico-fusiforme, lunghi 20-50 cm e larghi 8-11 cm, ed esemplari femminili con coni globosi, formati da macrosporofilli lunghi 15-24 cm, dall'aspetto di foglie pennate con margine spinoso, che racchiudono da 2 a 6 ovuli.
I semi sono grossolanamente ovoidali, lunghi 23-27 mm, ricoperti da un tegumento di colore rosso arancio.

## Distribuzione e habitat
L'areale di questa specie comprende la parte meridionale della provincia di Sichuan e quella settentrionale dello Yunnan (Cina meridionale). L'epiteto specifico panzhihuaensis fa riferimento alla città di Panzhihua, nei cui pressi la specie fu scoperta.
Cresce tra i 1.100 e i 2.000 m di altitudine.

## Conservazione
La IUCN Red List classifica C. panzhihuaensis come specie vulnerabile.

La specie è inserita nella Appendice II della Convention on International Trade of Endangered Species (CITES).